# Furacão Tomas
O Furacão Tomas chamado de Tempestade XIX, foi o décimo segundo furacão da temporada de furacões no Atlântico de 2010. Tomas foi desenvolvido por uma onda tropical a leste das Ilhas de Barlavento, em 29 de outubro. Rapidamente se transformou em um furacão, passando pelas Ilhas de Barlavento e passou perto de Santa Lúcia. Depois de alcançar o status de categoria 2 na escala Saffir-Simpson, Tomas rapidamente se enfraqueceu, tornando-se em uma tempestade tropical na região central do Mar do Caribe, devido a fortes ventos de cisalhamento e ar seco. Tomas se intensificou, e ganhou o status de furacão. 
Ao longo de sua rota, pelo menos 69 pessoas morreram, dos quais 14 pessoas eram de Santa Lúcia. Foram estimados os prejuízos de carca de 588 milhões dólares, causados principalmente em Santa Lúcia. Na esteira da tempestade no Haiti, as inundações intensificaram-se e um surto de cólera provocaram várias mortes.  De acordo com um relatório divulgado em dezembro de 2010, 55 pessoas foram mortas em Cuba e Hispaniola, embora a distribuição destas mortes são desconhecidas.